# Cypraecassis rufa
Casque rouge
Espèce
Le Casque rouge ou Casque gueule de taureau (Cypraecassis rufa) est une espèce de mollusques marins de la classe des gastéropodes.

## Description
Brun rouge à rouge vif avec des taches blanches. Animal rouge vif. Sa coquille est très appréciée depuis l’antiquité, dans l’industrie du camée : la coquille est constituée de multiples couches  de couleur rouge-orange et de ton crème-rose ; et elle est facile à travailler. Taille : 95 à 162 mm.

## Répartition
Largement répandue en zone Indo-Pacifique. C'est une espèce qui peut être abondante quand elle n'est pas en surpêche. La surpêche l’a fait quasiment disparaître de certaines îles de l’océan indien notamment à La Réunion.

## Habitus
Elle vit enfouie dans le sable la journée (à une profondeur de 30 - 50 mètres), et sort la nuit pour se nourrir essentiellement d’oursins.

## Nom vernaculaire
Casque rouge ou casque gueule de taureau.

## Photographies

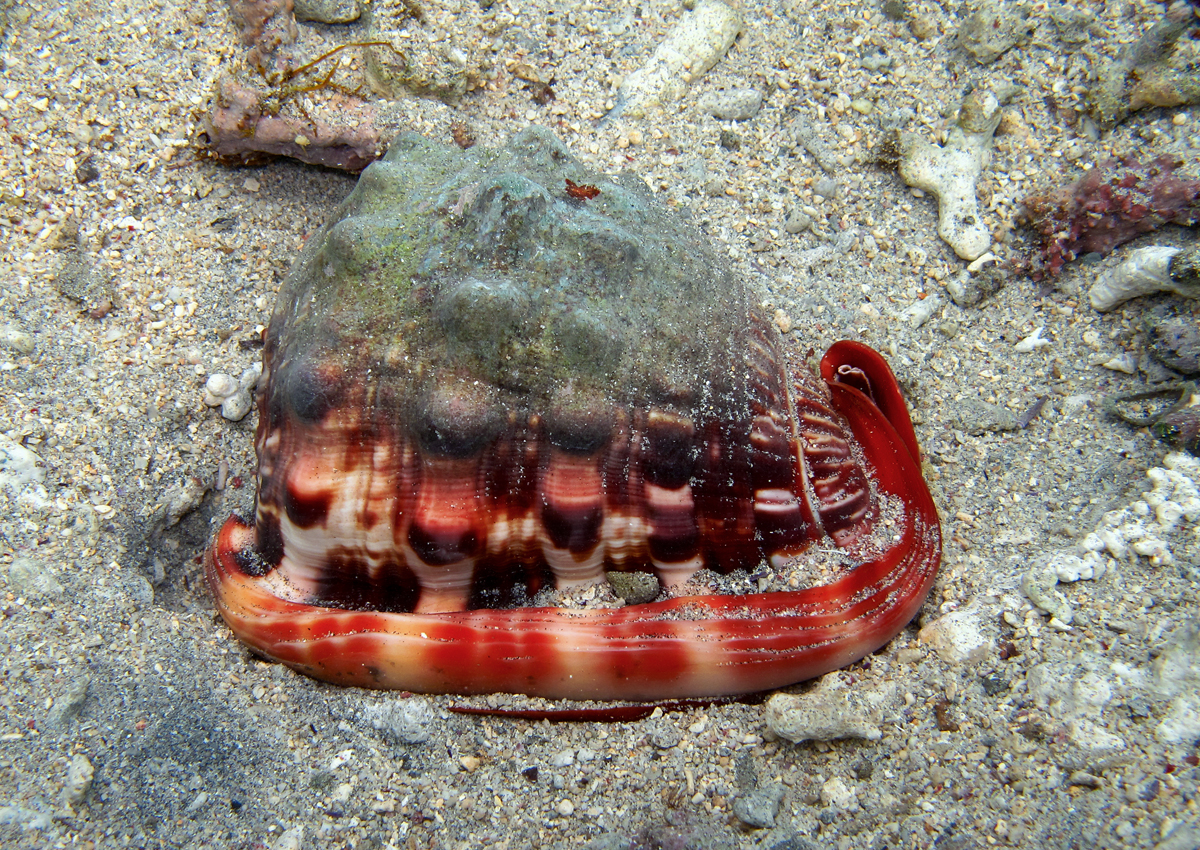
Spécimen vivant à La Réunion.
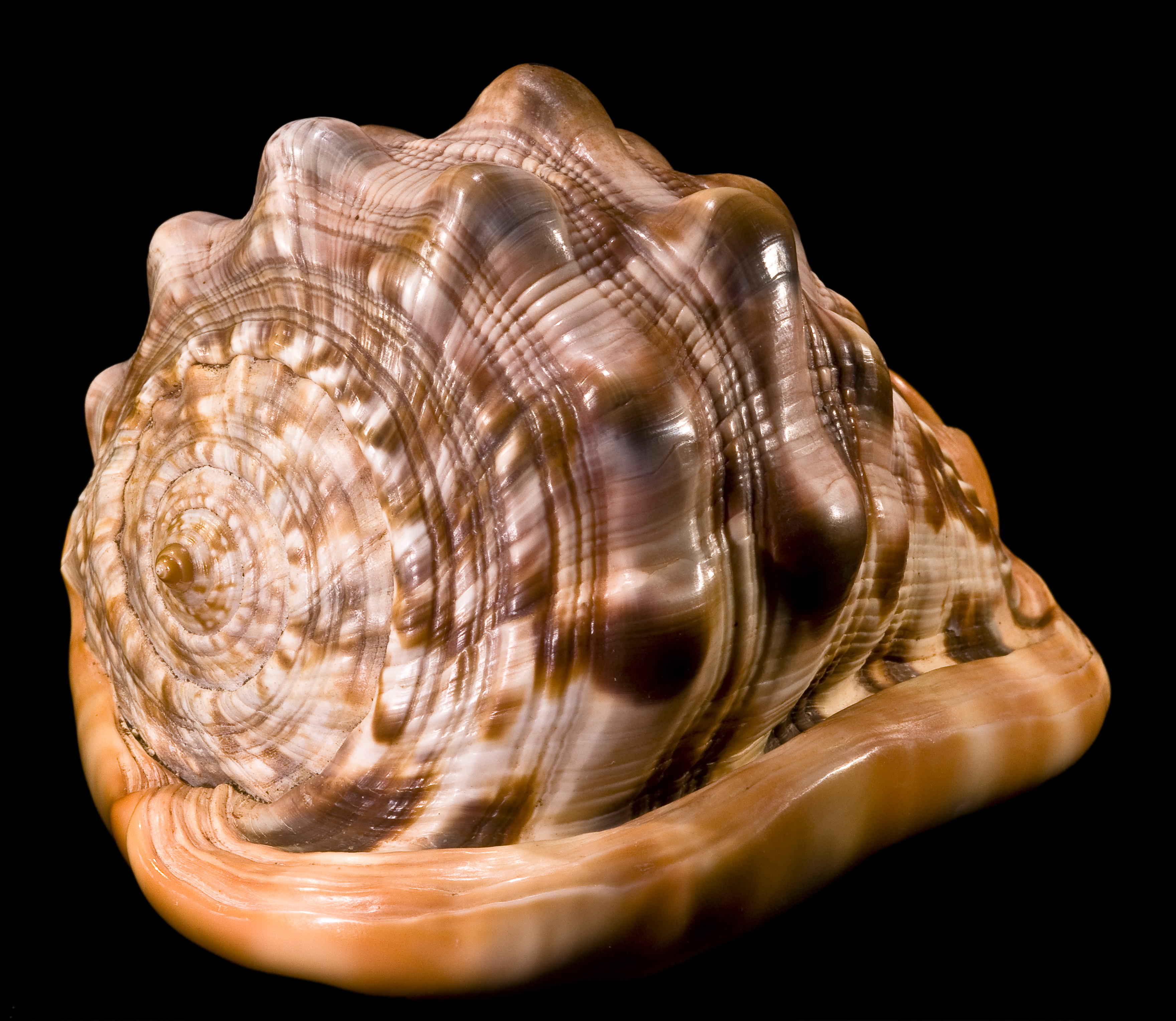
Casque rouge
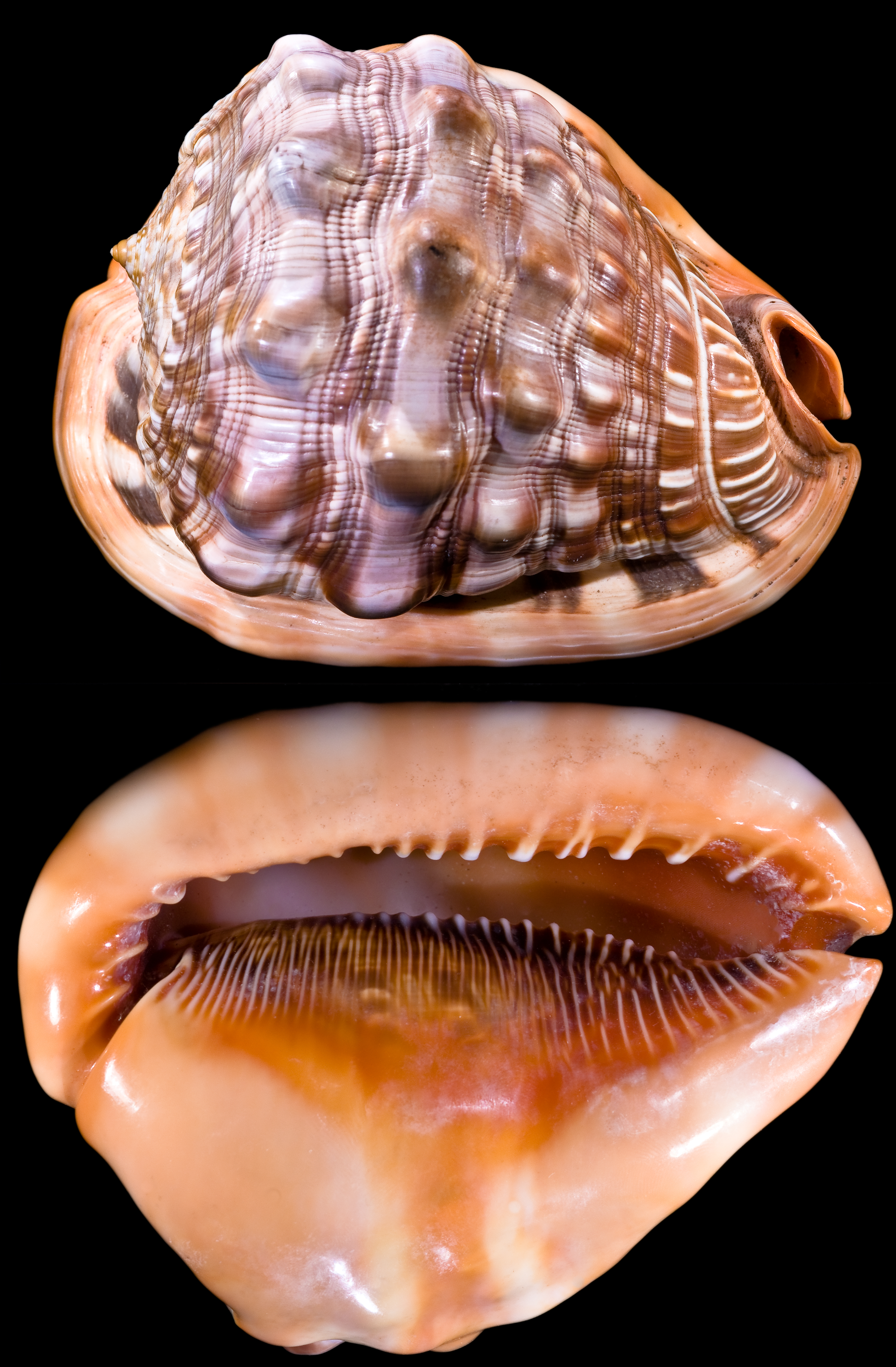
Profils du même spécimen
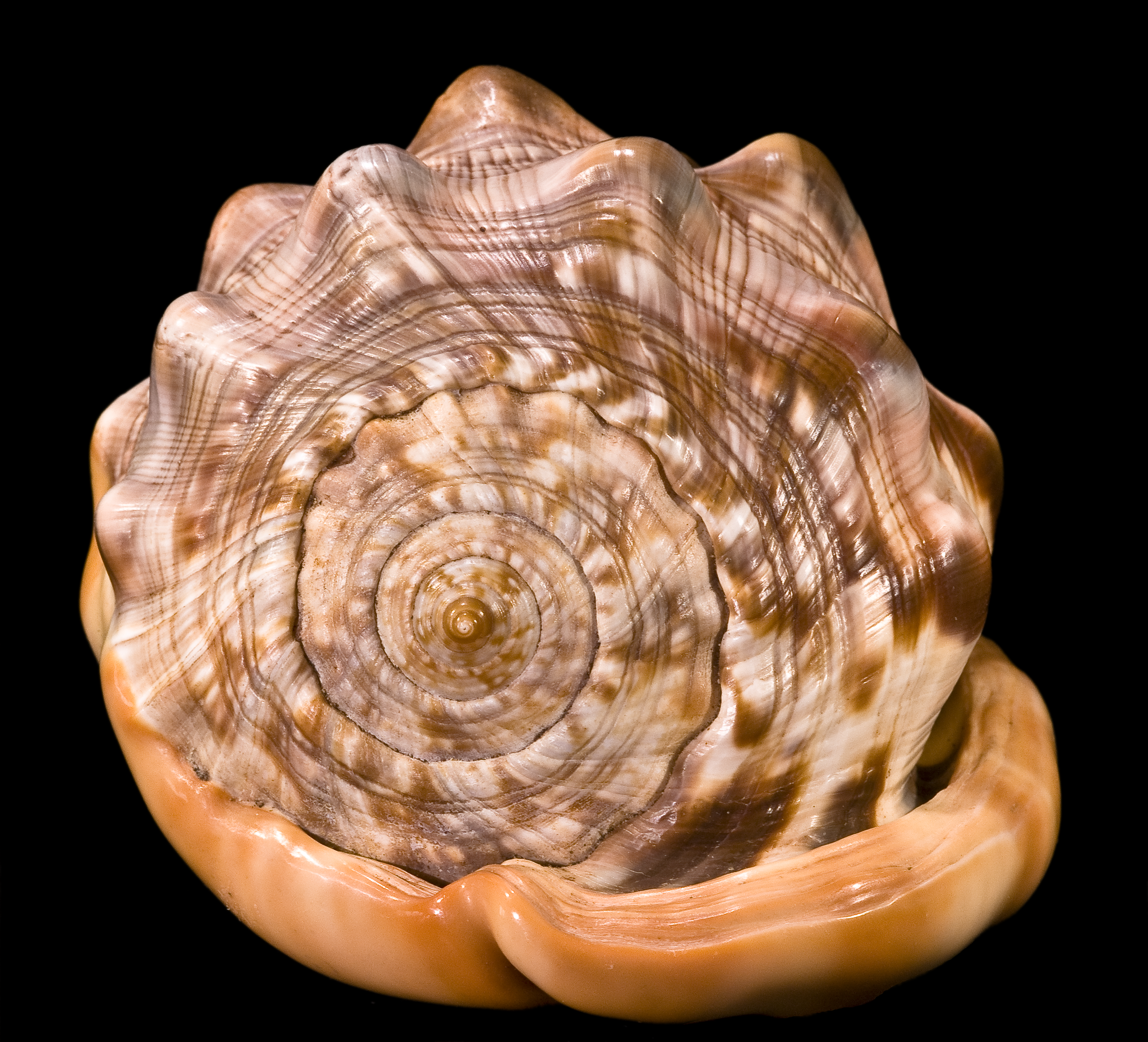
Apex

## Philatélie
Ce coquillage figure sur une émission du territoire français des Afars et des Issas de 1972 (valeur faciale : 20 F).